# Cantone di Segré
Il Cantone di Segré è una divisione amministrativa dell'arrondissement di Segré.
A seguito della riforma approvata con decreto del 26 febbraio 2014, che ha avuto attuazione dopo le elezioni dipartimentali del 2015, è passato da 15 a 35 comuni.

## Composizione
I 15 comuni facenti parte prima della riforma del 2014 erano:
- Aviré
- Le Bourg-d'Iré
- La Chapelle-sur-Oudon
- Châtelais
- La Ferrière-de-Flée
- L'Hôtellerie-de-Flée
- Louvaines
- Marans
- Montguillon
- Noyant-la-Gravoyère
- Nyoiseau
- Sainte-Gemmes-d'Andigné
- Saint-Martin-du-Bois
- Saint-Sauveur-de-Flée
- Segré

Dal 2015 i comuni appartenenti al cantone sono i seguenti 35:
- Angrie
- Armaillé
- Aviré
- Bouillé-Ménard
- Le Bourg-d'Iré
- Bourg-l'Évêque
- Candé
- Carbay
- Challain-la-Potherie
- La Chapelle-Hullin
- La Chapelle-sur-Oudon
- Châtelais
- Chazé-Henry
- Chazé-sur-Argos
- Combrée
- La Ferrière-de-Flée
- Freigné
- Grugé-l'Hôpital
- L'Hôtellerie-de-Flée
- Loiré
- Louvaines
- Marans
- Montguillon
- Noëllet
- Noyant-la-Gravoyère
- Nyoiseau
- Pouancé
- La Prévière
- Saint-Martin-du-Bois
- Saint-Michel-et-Chanveaux
- Saint-Sauveur-de-Flée
- Sainte-Gemmes-d'Andigné
- Segré
- Le Tremblay
- Vergonnes